# Tour Sarrazine (Saint-Waast)
Pour les articles homonymes, voir Tour Sarrazine.
La tour Sarrazine (ou tour aux bois) est un édifice fortifié situé dans la commune de Saint-Waast dans le departement du Nord.

## Histoire
La tour quadrangulaire fait partie des fortifications construites par les comtes de Hainaut au XIIe siècle. Elle conserve son dispositif défensif et son fossé périphérique.

## Protection
La tour avec ses fossés sont inscrits aux Monuments Historiques par arrêté du 6 mai 1992.